# Isacco Nucleare
Isacco Nucleare è una canzone del gruppo rock italiano Verdena, sesta traccia di Requiem. La traccia dura 4 minuti e 18 secondi.

## Formazione
- Alberto Ferrari: chitarre, voce
- Roberta Sammarelli: basso
- Luca Ferrari: batteria, percussioni, synth, radio